# 云峰石塔
云峰石塔，位于中国福建省霞浦县下浒镇王家衕村云峰寺，为霞浦县级文物保护单位，类型为古建筑，公布时间为1981年5月。
云峰石塔的历史年代为明。